# Advokatsamfundets journalistpris
Advokatsamfundets journalistpris är ett pris som årligen delas ut av Sveriges advokatsamfund till den journalist som enligt samfundet har behandlat förhållanden inom rättsväsendets och rättssäkerhetens område på ett sakligt, engagerande och skickligt sätt.
Priset delas ut sedan 1987 och instiftades i samband med Advokatsamfundets 100-årsjubileum. Prissumman är 25 000 kronor. 
1992 delades inget pris ut då prisnämnden inte fann någon lämplig pristagare.

## Pristagare
- 1987 Claes von Hofsten, Svenska Dagbladet och Jan Mosander, Ekoredaktionen
- 1988 Hans Schöier, Eskilstuna-Kuriren
- 1989 Per Wendel, Expressen
- 1990 Ekoredaktionen, Sveriges Radio
- 1991 Jesús Alcalá, Sydsvenska Dagbladet
- 1992 —
- 1993 Gun Fälth, Dagens Nyheter
- 1994 Ingalill Löfgren, Göteborgsposten
- 1995 Rolf Gustavsson, Svenska Dagbladet
- 1996 Maciej Zaremba, Dagens Nyheter
- 1997 Ingemar Norgren, Norrköpings Tidningar
- 1998 Gunnar Lindstedt, frilans
- 1999 Anders Sundkvist, Aktuellt
- 2000 Anders R. Olsson, frilans och författare
- 2001 Kaa Eneberg, för boken "Tvingade till tystnad"
- 2002 Mats Svegfors, Svenska Dagbladets före detta chefredaktör
- 2003 Katarina Wennstam, för boken "Flickan och skulden"
- 2004 Annika Ström Melin, Sveriges Radio
- 2005 Maria Abrahamsson, Svenska Dagbladet
- 2006 Erik Höjer, Östgöta Correspondenten, för artikelserien "Svindlarna" om näringsförbud
- 2007 Pär Ström, integritetsombudsman vid tankesmedjan Den Nya Välfärden
- 2008 Nils Funcke, Riksdag & Departement
- 2009 Dilsa Demirbag-Sten
- 2010 Tomas Ramberg, Sveriges Radio
- 2011 Radioprogrammet Kaliber
- 2012 Hanne Kjöller, Dagens Nyheter
- 2013 Samir Abu Eid, Sveriges Television
- 2014 Oisín Cantwell, Aftonbladet
- 2015 Peter Wolodarski, Dagens Nyheter
- 2016 Bo-Göran Bodin, Sveriges Radio
- 2017 Mathias Ståhle, Eskilstuna-Kuriren
- 2018 Negra Efendić, Svenska Dagbladet
- 2019 Niklas Orrenius, Dagens Nyheter
- 2020 David Baas, Expressen
- 2021 Åsa Erlandsson, Dagens Nyheter
- 2022 Jens Littorin, Dagens Nyheter
- 2023 Daniel Velasco, Sveriges Radio
- 2024 Josefin Sköld, Dagens Nyheter
- 2025 Stiftelsen Expo